# Clinotanypus maculatus
Clinotanypus maculatus är en tvåvingeart som beskrevs av Freeman 1955. Clinotanypus maculatus ingår i släktet Clinotanypus och familjen fjädermyggor. Inga underarter finns listade i Catalogue of Life.